# مرعب (فلم)
مرعب (بالإنجليزية: Terrifier) هو فيلم تقطيع تم إنتاجه في الولايات المتحدة وصدر سنة 2016 بطولة ديفيد هاورد ثورنتون ومن إخراج داميان ليون.

## القصة
في ليلة الهالوين ، تجد تارا هيز نفسها هاجسًا لقاتل سادي يُعرف باسم "آرت المهرج"

## الميزانية والإيرادات
كلف الفيلم 35,000 دولار.

## وصلات خارجية
مقالات تستعمل روابط فنية بلا صلة مع ويكي بيانات